# Seznam členů Národního shromáždění republiky Československé po volbách v roce 1920
Toto je seznam členů Národního shromáždění republiky Československé po volbách v roce 1920, kteří zasedali v tomto zákonodárném sboru Československa ve volebním období 1920-1925.

## Abecední seznam poslanců
Včetně poslanců, kteří nabyli mandát až dodatečně jako náhradníci (po rezignaci či úmrtí předchozího poslance). V závorce uvedena stranická příslušnost.

### A - H
- Josef Adámek (ČSL)
- Antonín Adamovský (ČSL)
- Karel Anděl (živn.)
- Jaroslav Aster (ČSSD)
- Alois Baeran (DNP)
- Václav Barták (ČSSD)
- Theodor Bartošek (ČSS, pak Soc. sj.)
- Bohdan Bečka (nár. dem.)
- Ján Bečko (ČSSD)
- Rudolf Bechyně (ČSSD)
- Ferdinand Benda (ČSSD)
- PhDr. Edvard Beneš (nestraník za ČSS)
- Rudolf Beran (agr.)
- Hugo Bergmann (ČSNS)
- Rudolf Bergman (nár. dem.)
- Franz Beutel (DSAP)
- Bedřich Bezděk (ČSL)
- František Biňovec (ČSSD)
- MUDr. Pavel Blaho (agr.)
- Fanni Blatny (DSAP)
- Jaroslav Blažek (ČSSD, pak KSČ)
- Bedřich Bobek (agr.)
- Emil Bobek (Něm. kř. soc.)
- Arnold Bobok (ČSL, pak SĽS)
- Josef Böhr (Něm. kř. soc.)
- Georg Böllmann (BdL)
- Géza Borovszky (ČSSD, pak KSČ, pak maď.-něm. soc. dem.)
- Dr. Ing. Ján Botto (agr.)
- Bohumír Bradáč (agr.)
- Jozef Branecký (agr.)
- Vilém Brodecký (ČSSD, pak Soc. sj., pak ČSSD)
- Karel Brožík (ČSSD)
- Heinrich Brunar (DNP)
- Josef Bubník (ČSSD, pak KSČ, pak Neodvislá KSČ)
- ThDr. Jozef Buday (ČSL, pak SĽS)
- Franz Budig (Něm. kř. soc.)
- Edmund Burian (ČSSD, pak KSČ)
- František Buříval (ČSS)
- JUDr. Ludwig Czech (DSAP)
- Karl Čermak (DSAP)
- Antonín Černý (ČSSD)
- Jan Černý (agr.)
- Jan Černý (ČSSD)
- Josef Černý (agr.)
- Vincenc Čundrlík (ČSSD)
- Antonín Čuřík (ČSL)
- Štefan Darula (ČSSD, pak KSČ)
- Josef David (ČSS)
- Jindřich Daxer (Maď. - něm. kř. - soc.)
- JUDr. Ivan Dérer (ČSSD)
- Marie Deutsch (DSAP)
- Anton Dietl (DSAP)
- Josef Dolanský (ČSL)
- Václav Draxl (ČSS, pak Soc. sj.)
- Vladimír Drobný (ČSS, pak hospit. živn.)
- Jan Dubický (agr.)
- Viktor Dyk (nár. dem.)
- Karel Engliš (nár. dem.)
- Daniel Ertl (ČSSD)
- Róbert Farbula (ČSSD)
- Štefan Feczko (ČSSD)
- ThDr. Wenzel Feierfeil (Něm. kř. soc.)
- Edwin Feyerfeil (DNP)
- Josef Fischer (BdL)
- Rudolf Fischer (DSAP)
- József Földessy (maď.-něm. soc. dem.)
- PhDr. Emil Franke (ČSS)
- Kálmán Füssy (Maď. - něm. kř. - soc., pak Maď. str. zeměd. a malorol.)
- JUDr. Andrej Gagatko (ČSS)
- JUDr. József Gáti (KSČ)
- JUDr. Marek Gažík (ČSL, pak SĽS)
- František Geršl (ČSSD)
- Ernst Grünzner (DSAP)
- Viktor Haas (DSAP)
- Gustav Habrman (ČSSD)
- Theodor Hackenberg (DSAP)
- Otto Hahn (DSAP, pak KSČ)
- PhDr. Antonín Hajn (nár. dem.)
- Josef Haken (ČSSD, pak KSČ)
- Ivan Hálek (agr.)
- Jaroslav Hálek (agr.)
- Antonín Hampl (ČSSD)
- Anton Hancko (ČSL, pak SĽS)
- Dr. Georg Hanreich (BdL)
- Jakub Haupt (agr.)
- Wilhelm Häusler (DSAP)
- Eduard Hausmann (DSAP)
- Rudolf Heeger (DSAP)
- Franz Heller (BdL)
- Oswald Hillebrand (DSAP)
- Ernst Hirsch (DSAP)
- František Hlaváček (ČSSD)
- Msgre. Andrej Hlinka (ČSL, pak SĽS)
- PhDr. František Hnídek (agr.)
- PhDr. Milan Hodža (agr.)
- Max Hoffmann (DSAP)
- Arnold Holitscher (DSAP)
- František Horák (živn.)
- František Houser (ČSSD, pak KSČ)
- Jan Hrizbyl (ČSS)
- Mořic Hruban (ČSL)
- Igor Hrušovský (ČSS)
- Josef Hudec (SSČSLP pak hospit. nár. dem.)
- František Hummelhans (ČSSD)
- Andrej Hvizdák (ČSSD)

### CH - R
- Albín Chalupa (ČSSD)
- Rudolf Chalupa (ČSSD)
- Josef Chalupník (ČSSD)
- Vincenc Charvát (ČSSD, pak Soc. sj., pak ČSSD)
- Anna Chlebounová (agr.)
- JUDr. Johann Jabloniczky (Maď. - něm. kř. - soc.)
- František Janalík (ČSL)
- Ján Janček (agr.)
- Václav Jaša (ČSSD)
- František Ježek (ČSS)
- Václav Johanis (ČSSD)
- Julius John (DSAP)
- Hans Jokl (DSAP)
- Ing. Rudolf Jung (DNSAP)
- ThDr. Ferdiš Juriga (ČSL, pak SĽS)
- Alois Kaderka (ČSL, pak nezařazený)
- JUDr. Bruno Kafka (DDFP)
- Leonhard Kaiser (BdL)
- Ing. Othmar Kallina (DNP)
- Jan Kamelský (nár. dem.)
- Josef Kaminský (agr.)
- Michal Karlovský (agr.)
- Betty Karpíšková (ČSSD)
- Emil Kasík (ČSSD)
- Franz Kaufmann (DSAP)
- JUDr. Josef Keibl (DNP)
- Irene Kirpal (DSAP)
- Robert Klein (ČSSD, pak Str. soc. dem. odb. prac., pak Soc. sj., pak ČSSD)
- Bohuslav Klimo (agr.)
- ThDr. Karol Kmeťko (ČSL, pak SĽS)
- Josef Knejzlík (ČSS)
- Hans Knirsch (DNSAP)
- Josef Konečný (ČSSD)
- František Kopřiva (ČSL)
- Endre Korláth (nezařazený)
- Lajos Körmendy-Ékes (Maď. - něm. kř. - soc.)
- Karl Kostka (DDFP)
- Václav Košek (ČSL)
- Jan Koudelka (ČSSD)
- Tomáš Koutný (ČSSD, pak KSČ)
- Desider Kovačič (ČSSD)
- JUDr. Karel Kramář (nár. dem.)
- Vinzenz Kraus (DNP)
- Karl Kreibich (DSAP, pak KSČ)
- Jiří Krejčí (ČSSD, pak KSČ, pak Neodvislá KSČ)
- Adolf Křemen (agr.)
- Franz Křepek (BdL)
- Alois Kříž (ČSSD)
- Josef Kříž (ČSSD, pak KSČ, pak Neodvislá KSČ)
- Andrej Kubál (ČSSD)
- Josef Kubíček (agr.)
- JUDr. Robert Kubiš (SĽS)
- Ladislav Kučera (ČSSD, pak KSČ, pak Neodvislá KSČ)
- Robert Kunst (ČSSD, pak KSČ, pak Neodvislá KSČ)
- Ivan Kurťak (nezařazený)
- JUDr. Ľudovít Labaj (ČSL, pak SĽS)
- Luisa Landová-Štychová (ČSS, pak Soc. sj.)
- František Langr (ČSS)
- Rudolf Laube (ČSS)
- dr. Wenzel Lehnert (DNP)
- Emanuel Lehocký (ČSSD)
- Dominik Leibl (DSAP)
- Jenö Lelley (Maď. - něm. kř. - soc.)
- JUDr. Rudolf Lodgman (DNP)
- Eduard Löwa (DSAP)
- PhDr. František Lukavský (nár. dem.)
- JUDr. Felix Luschka (Něm. kř. soc.)
- Jakub Mach (agr.)
- Anna Malá (ČSSD, pak KSČ)
- Rudolf Malík (agr.)
- Jan Malypetr (agr.)
- Jaroslav Marek (ČSSD)
- Vinzenz Mark (Něm. kř. soc.)
- JUDr. Ivan Markovič (ČSSD)
- František Mašata (agr.)
- František Mašek (nár. dem.)
- dr. Josef Matoušek (nár. dem.)
- Franz Matzner (DNP)
- Ján Maxian (ČSSD)
- Josef Mayer (BdL)
- Samu Mayer (maď.-něm. soc. dem.)
- Gustav Mazanec (ČSL)
- Wilhelm Medinger (DNP, pak nezařazený, pak Klub der fraktionslosen deutschen Abgeordneten)
- Ľudovít Medvecký (agr.)
- JUDr. Alfréd Meissner (ČSSD)
- Rudolf Merta (ČSSD, pak KSČ)
- Vince Mikle (nezařazený)
- Václav Mikuláš (ČSS)
- Vítězslav Mikulíček (ČSSD, pak KSČ)
- Rudolf Mlčoch (živn.)
- František Modráček (SSČSLP pak hospit. ČSSD)
- František Molík (agr.)
- Ivan Mondok (KSČ)
- JUDr. Karel Moudrý (ČSS)
- Václav Myslivec (ČSL)
- Gyula Nagy (maď.-něm. soc. dem., pak KSČ)
- Josef Václav Najman (živn.)
- František Navrátil (ČSL)
- Gustav Navrátil (nár. dem.)
- Ing. Jaromír Nečas (ČSSD)
- Dominik Nejezchleb-Marcha (agr.)
- Antonín Němec (ČSSD)
- Josef Netolický (ČSS)
- JUDr. František Nosek (ČSL)
- Antonín Novák (ČSSD)
- Ing. Ladislav Novák (nár. dem.)
- Jozef Oktávec (ČSSD)
- Štefan Onderčo (ČSL, pak SĽS)
- Martin Oríšek (agr.)
- Jozef Pajger (ČSSD)
- Viktor Palkovich (Maď. - něm. kř. - soc.)
- Franz Pallauf (DSAP)
- Franz Palme (DSAP)
- Josef Pastyřík (živn.)
- JUDr. Josef Patejdl (ČSS)
- Josef Patzel (DNSAP)
- Ludmila Pechmanová-Klosová (ČSS)
- Jan Pelikán (ČSS)
- Jan Pěnkava (ČSL)
- ThDr. Karl Petersilka (Něm. kř. soc.)
- František Petrovický (nár. dem.)
- Luděk Pik (ČSSD)
- Franz Pittinger (BdL)
- Johann Platzer (BdL)
- Ján Pocisk (ČSSD)
- Otilie Podzimková (ČSS)
- Adolf Pohl (DSAP)
- Ferdinand Prášek (ČSS)
- Jan Prokeš (ČSSD)
- Adolf Prokůpek (agr.)
- Josef Pšenička (ČSS)
- Eliška Purkyňová (nár. dem.)
- Emmerich Radda (DNP)
- Alois Rašín (nár. dem.)
- Antonín Remeš (ČSSD)
- Anton Roscher (DSAP)
- Josefa Rosolová (nár. dem.)
- Franz Röttel (BdL)
- Jaroslav Rouček (ČSSD, pak KSČ, pak Neodvislá KSČ)
- Msgr. Alois Roudnický (ČSL)
- Augusta Rozsypalová (ČSL)
- Michael Rustler (Něm. kř. soc.)
- Jaroslav Rychtera (agr.)
- Jan Rýpar (ČSL)

### S - Z
- Josef Sajdl (ČSS)
- JUDr. František Samek (nár. dem.)
- Alois Sauer (BdL)
- Václav Sedláček (ČSL)
- Nikolaj Sedorjak (KSČ)
- Josef Seliger (DSAP)
- Anton Schäfer (DSAP)
- Robert Schälzky (Něm. kř. soc.)
- Georg Scharnagl (Něm. kř. soc.)
- Rudolf Schiller (DSAP)
- PhDr. Ernst Schollich (DNP)
- Ottokar Schubert (BdL)
- Karl Schuster (DSAP)
- Josef Schweichhart (DSAP)
- Hugo Simm (DNSAP)
- František Sís (nár. dem.)
- Jozef Sivák (SĽS)
- Josef Skalák (ČSSD, pak KSČ)
- Františka Skaunicová (ČSSD, pak KSČ)
- Jozef Skotek (ČSSD)
- Václav Sladký (ČSS)
- Jan Slavíček (ČSS)
- Kuneš Sonntag (agr.)
- Juraj Sopko (agr.)
- PhDr. Franz Spina (BdL)
- Antonín Srba (ČSSD)
- MUDr. Otakar Srdínko (agr.)
- dr. František Staněk (agr.)
- Jaroslav Stejskal (SSČSLP pak hospit. nár. dem.)
- Alois Stenzl (nezařazený, resp. něm. živn., pak Klub der fraktionslosen deutschen Abgeordneten)
- Josef Stivín (ČSSD)
- Kornel Stodola (agr.)
- Viktor Stoupal (agr.)
- Jaroslav Stránský (nár. dem.)
- Jiří Stříbrný (ČSS)
- Lájos Surányi (ČSSD, pak KSČ)
- Karol Svetlík (ČSSD, pak KSČ)
- František Světlík (ČSL)
- František Svoboda (ČSSD)
- Cyril Svozil (nár. dem.)
- Anna Sychravová (ČSSD)
- József Szentiványi (Maď. - něm. kř. - soc., pak Maď. str. zeměd. a malorol.)
- Emanuel Šafranko (KSČ)
- Josef Šamalík (ČSL)
- Vasil Ščerecký (agr.)
- JUDr. Bohumír Šmeral (ČSSD, pak KSČ)
- Jaromír Špaček (nár. dem.)
- Emil Špatný (ČSS)
- ThDr.h.c. Jan Šrámek, Msgre. (ČSL)
- Vavro Šrobár (agr.)
- Václav Štolba (agr.)
- Dr.h.c. Antonín Švehla (agr.)
- Štefan Tadlánek (ČSSD)
- Siegfried Taub (DSAP)
- Heřman Tausik (ČSSD, pak KSČ)
- Rudolf Tayerle (ČSSD)
- Josef Teska (ČSSD, pak KSČ, pak Neodvislá KSČ)
- János Tobler Maď. - něm. kř. - soc.)
- Florian Tománek (ČSL, pak SĽS)
- František Tomášek (ČSSD)
- Michal Tomik (ČSL, pak SĽS)
- František Toužil (ČSSD, pak KSČ)
- Jindřich Trnobranský (ČSS)
- Alois Tučný (ČSS)
- Jan Tůma (agr.)
- Vlastimil Tusar (ČSSD)
- František Udržal (agr.)
- Johann Uhl (DSAP)
- PhDr. Doc. Antonín Uhlíř (ČSS)
- Josef Ulrich (ČSSD)
- Simeon Vacula (agr.)
- Antonín Vahala (agr.)
- Jan Valášek (agr.)
- Ján Vanovič (agr.)
- František Vápeník (ČSS)
- Václav Vávra (živn.)
- Václav Veverka (nár. dem.)
- Vilém Votruba (nár. dem.)
- Jozef Vrabec (ČSL, pak SĽS, pak hospit. nár. dem.)
- Josef Vraný (agr.)
- Bohuslav Vrbenský (ČSS, pak Soc. sj.)
- Ján Vyparina (ČSSD)
- Franz Warmbrunn (DSAP, pak KSČ, pak Neodvislá KSČ)
- Leo Wenzel (DNSAP)
- Franz Windirsch (BdL)
- JUDr. Lev Winter (ČSSD)
- Paul Wittich (maď.-něm. soc. dem., pak DSAP)
- Jan Záhorský (ČSS)
- Milo Záruba (ČSL)
- František Zavřel (nár. dem.)
- Františka Zeminová (ČSS)
- Wolfgang Zierhut (BdL)
- Ján Zverec (ČSSD)

## Abecední seznam senátorů
Včetně senátorů, kteří nabyli mandát až dodatečně jako náhradníci (po rezignaci či úmrtí předchozího poslance). V závorce uvedena stranická příslušnost.

### A - H
- Josef Ackermann (ČSSD)
- Juraj Babka (ČSSD)
- Jozef Barinka (SĽS)
- Josef Barth (DSAP)
- Ján Blaho (ČSSD)
- Ivan Bodnár (KSČ)
- Jaroslav Brabec (nár. dem.)
- Karel Cífka (ČSSD)
- Petr Cingr (ČSSD)
- Endre Csehy (KSČ)
- Felix Časný (ČSSD)
- Samo Daxner (agr.)
- Karel Dědic (ČSSD)
- Václav Donát (agr.)
- Alexander Dráb (ČSSD, pak KSČ)
- Ján Duchaj (agr.)
- Matúš Dula (nár. dem.)
- Juraj Ďurčanský (ČSL, pak SĽS)
- Božena Ecksteinová-Hniličková (ČSSD)
- Ferenc Egry (nezařazený)
- Karol Endlicher (ČSSD)
- Heinrich Fritsch (BdL)
- Vladimír Fáček (nár. dem.)
- Adam Fahrner (DNSAP)
- József Ficza (Maď. str. zeměd. a malorol.)
- Jan Filipinský (ČSSD)
- Karel Folber (ČSSD)
- Paul Franke (BdL)
- Bohuslav Franta (nár. dem.)
- Albert Friedrich (DSAP)
- Karl Friedrich (DNP)
- István Hangos (Maď. - něm. kř. - soc., pak Maď. str. zeměd. a malorol.)
- Hans Hartl (DNP)
- Jáchym Havlena (ČSSD)
- Jan Havránek (ČSSD)
- August Hecker (DSAP)
- Karl Heller (DSAP)
- Jan Herben (nár. dem.)
- Emma Maria Herzig (DNP)
- Karl Hilgenreiner (Něm. kř. soc.)
- Hermann Hladik (DSAP)
- Antonín Hnátek (ČSSD)
- Josef Holý (ČSS)
- Cyril Horáček (agr.)
- Alois Horák (ČSL)
- Otmar Hrejsa (agr.)
- Emanuel Hrubý (agr.)
- Josef Hucl (agr.)
- Ignaz Hübner (BdL)
- Josef Hybeš (ČSSD)
- František Hybš (agr.)
- Josef Hyrš (agr.)

### CH - R
- Václav Chlumecký (ČSSD, pak KSČ)
- Jozef Cholek (ČSSD)
- Bohumil Jakubka (ČSSD)
- Anton Jarolim (DSAP)
- Rudolf Jaroš (ČSSD)
- Josef Jelinek (DNSAP)
- Franz Jesser (DNSAP)
- Jan Jílek (ČSL)
- Alois Jirásek (nár. dem.)
- Ferdinand Jirásek (ČSSD)
- Štefan Kada (ČSSD)
- Josef Kadlčák (ČSL)
- Josef Karas (ČSL)
- Wilhelm Kiesewetter (DSAP)
- Josef Václav Klečák (ČSS)
- Július Klimko (ČSL, SĽS)
- Václav Klofáč (ČSS)
- Antonín Klouda (ČSS)
- Heinrich Knesch (BdL)
- Ferenc Koperniczky (hospit. Něm. kř. soc.)
- Alois Konečný (ČSS)
- Jan Kotrba (živn.)
- Bohuslav Koukal (ČSL)
- Josef Kouša (ČSSD)
- Ján Kovalik (ČSL, SĽS)
- František Krejčí (ČSS)
- Matthias Krepenhofer (maď.-něm. soc. dem.)
- Milutin Križko (agr.)
- František Kroiher (agr.)
- Otakar Krouský (ČSS)
- Luděk Krupka (ČSL)
- Jurko Lažo (ČSSD, pak nezařazený)
- Eugen Ledebur-Wicheln (Něm. kř. soc.)
- Franz Link (DSAP)
- Andreas Lippert (BdL)
- Čeněk Josef Lisý (ČSS)
- Dominik Löw (DSAP)
- Jan Lorenc (ČSSD)
- Wenzel Lorenz (DSAP)
- Josef Lukeš (agr.)
- Josef Luksch (BdL)
- František Malínský (nár. dem.)
- Stanislav Marák (ČSSD)
- František Mareš (nár. dem.)
- Teodor Matuščák (ČSSD, pak KSČ, pak nezařazený)
- Robert Mayr-Harting (Něm. kř. soc.)
- Robert Meissner (DNP)
- Alois Měchura (ČSSD)
- Pavol Mudroch (ČSSD)
- Ján Mudroň (ČSL, SĽS)
- August Naegle (DNP)
- Bohumil Němec (nár. dem.)
- Wilhelm Niessner (DSAP)
- Gustav Oberleithner (DNP)
- Richard Osvald (ČSL, SĽS)
- František Pánek (agr.)
- Rudolf Pánek (ČSS)
- Anna Perthen (DSAP)
- Josef Petřík (ČSSD)
- Johann Polach (DSAP)
- František Poliak (ČSSD)
- Karel Prášek (agr., pak nezařazený)
- Adolf Procházka (ČSL)
- Jan Procházka (ČSSD)
- Vincenc Procházka (ČSL)
- Josef Průša (ČSSD, pak KSČ)
- Ondřej Přikryl (nár. dem.)
- František Reyl (ČSL)
- Josef Reyzl (DSAP)
- Béla Riskó (nezařazený)
- Šimon Roháček (agr.)
- Jan Rozkošný (agr.)
- Ján Ružiak (agr.)

### S - Z
- Karel Sáblík (agr.)
- Václav Sehnal (agr.)
- Josef Sechtr (agr.)
- Josef Seifert (nár. dem.)
- Antonín Slavík (agr.)
- Antonín Smetana (ČSSD)
- Josef Smrtka (agr.)
- Karel Stanislav Sokol (nár. dem.)
- František Soukup (ČSSD)
- Ludwig Spiegel (DDFP)
- Erdmann Spies (BdL)
- Franz Karl Stark (DSAP)
- Antonín Cyril Stojan (ČSL)
- Adolf Stránský (nár. dem.)
- Antonín Svěcený (ČSSD)
- Antonín Svraka (ČSSD)
- Josef Schiller (DSAP)
- Karl Eugen Schmidt (hospit. DNP)
- František Šabata (ČSL)
- Josef Šáda (ČSSD)
- Antonín Šachl (ČSL)
- Vincenc Ševčík (ČSL)
- Alois Špera (ČSSD)
- Josef Štelcl (ČSSD)
- Ferdinand Šťastný (ČSS)
- Václav Švec (ČSSD)
- Josef Thoř (živn.)
- Emanuel Trčka (živn.)
- František Valoušek (ČSL)
- František Veselý (ČSS)
- Moritz Vetter-Lilie (Něm. kř. soc.)
- Božena Viková-Kunětická (nár. dem.)
- Jaroslav Vlček (agr.)
- Teodor Wallo (ČSL, pak SĽS)
- Wilhelm Wiechowski (DSAP)
- Zikmund Witt (ČSSD)
- Vojtěch Zavadil (ČSSD)
- Metoděj Jan Zavoral (ČSL)
- František Zimák (ČSSD)
- Theodor Zuleger (BdL)
- Josef Žďárský (nár. dem.)

## Vysvětlivky zkratek a pojmů
- BdL: něm. agrárníci
- ČSL: Československá strana lidová
- ČSSD: čs. sociální demokraté
- ČSS: čs. socialisté (pozdější národní socialisté)
- DDFP: Německá demokratická svobodomyslná strana
- DNP: Německá nacionální strana
- DNSAP: Německá národně socialistická strana dělnická
- DSAP: něm. soc. dem.
- hospit.: hospitant poslaneckého či senátorského klubu (většinou člen menší politické strany, která se v parlamentu připojila volně ke klubu větší politické formace)
- KSČ: Komunistická strana Československa
- Maď.-něm. kř.-soc.: Maďarsko-německá křesťansko-sociální strana (volební aliance Zemské křesťansko-socialistické strany a Zemské strany zemědělců a malorolníků)
- Maď.-něm. soc. dem.: Maďarsko-německá sociálně demokratická strana
- Maď. str. zeměd. a malorol.: Maďarská zemská strana zemědělců a malorolníků (předchůdkyně Maďarské národní strany)
- Něm. kř. soc.: Německá křesťansko sociální strana lidová
- Něm. živn.: Německá živnostenská strana
- Neodvislá KSČ: Neodvislá strana komunistická v ČSR (odštěpenecká formace z počátku 20. let)
- nezařazený: poslanec či senátor stojící mimo klub
- agr.: Republikánská strana čs. venkova (agrárníci)
- resp.: uváděno tam, kde se příslušnost k poslaneckému či senátorskému klubu neshodovala se stranickou příslušností člena parlamentu (většinou u menších stran, jejichž členové v parlamentu zasedali v klubech větších politických formací)
- SĽS: Slovenská ľudová strana (později Hlinkova slovenská ľudová strana)
- živn.: Československá živnostensko-obchodnická strana středostavovská